# 金尾文淵堂
金尾文淵堂（かなおぶんえんどう）は、日本の出版社。明治から昭和初期にかけて、多数の文芸書を出版。その美しさと文学界との交流で有名であったが、戦後、社主の金尾種次郎（1879-1947）の死と共に消滅した。

## 歴史
元は大阪の心斎橋筋にあった小さな仏教書の版元と書店を兼ねていたが、金尾種次郎が店を継いでからは、文芸書などを出版。1905年に大阪の店を売り、東京に移転創業した。金尾は装丁が美麗な本の出版にこだわりがあり、何度も経営破綻に陥ることがあったが、高品質の木版口絵を付けた出版社として知られた。翌年、薄田泣菫の『白羊宮』を出版する。
家庭小説の流行に沿って美人画の口絵、瀟洒な杉浦非水らの装丁を凝らした豪華本は女性の間で収集価値の高いものとして大いに重宝された。これらの口絵は鏑木清方、坂田耕雪、西岡真一、鰭崎英朋、黙仙といった画家が描いている。
その後、関東大震災で店を失ってからは再び大阪に戻る。与謝野晶子や徳富蘆花との交流により、彼らの作品を出版していた。

## 金尾文淵堂を描いた作品
- 広津和郎『年月のあしおと』講談社、1963年（昭和38年）
- 石塚純一『金尾文淵堂をめぐる人びと』新宿書房、2005年